# 宮尾岳
宮尾 岳（みやお がく、1959年3月16日 - ）は、日本の漫画家、元アニメーター。香川県出身。

## 来歴
香川県立高松工芸高等学校出身。高校在籍時に部活動として同校の漫画同好会(当時)に所属。高校卒業後、1977年に上京し東京デザイナー学院に進学。
1979年、東京デザイナー学院を卒業後はアニメーション製作会社に所属し、東京ムービー新社や日本アニメーション作品の動画・原画を担当、副業として請け負っていた玩具パッケージや児童向け書籍の作画の縁からデザイン・企画会社のアートミックへ所属、同社の鈴木敏充のアシスタント的ポジションで腕を振るう。『機甲創世記モスピーダ』『メガゾーン23』などのデザインワーク、タカトクトイスのロボット玩具『機甲虫隊ビートラス』のキャラクターデザインなどを経てフリーとなり、『魔物ハンター妖子』のキャラクター原案といったイラストレーターとして注目を浴びる。『妖子』で注目される前は『幽幻道士』の塗り絵イラストの原画などを描いていたと語っている。1993年以降は漫画家としての活動が中心になっている。
自転車を軸に物語を展開する代表作『並木橋通りアオバ自転車店』で自転車が大好きだと語り、他作品でもしばしば自転車や自転車に関連するものや名前を登場させている。

## 作品リスト

### アニメ
- 夏への扉（原画）
- 魔物ハンター妖子（キャラクター原案）
- メガゾーン23（メカニックデザイン）
- 超特急ヒカリアン（キャラクターデザイン）
- 電光超特急ヒカリアン（キャラクターデザイン）
- 妄想科学シリーズ ワンダバスタイル（のりものデザイン）

### 漫画
- 機甲虫隊ビートラス（1984年、てれびくん、講談社/単行本未収録） - 企画：タカトクトイス
- 七味撫子うのん（1993年 - 1994年、月刊アニメV、学習研究社/学研ノーラコミックス、全1巻）
- みらくる姫ジュビリィ （1994年 - 1995年、月刊マンガボーイズ、徳間書店/マンガボーイズコミックス、全1巻）
- 熱風のカザン（1995年、月刊マンガボーイズ、徳間書店/マンガボーイズコミックス、全1巻）
- 魔物ハンター妖子（1996年、ヤングキングアワーズ、少年画報社/ヤングキングコミックス、全1巻） - 原案：六月十三
- KAZAN（1996年 - 2001年、ヤングキングアワーズ、少年画報社、全7巻）
- 並木橋通りアオバ自転車店（1999年 - 、ヤングキング・ヤングキングアワーズ（並行連載）、少年画報社/ヤングキングコミックス）
  - 単行本第1シリーズ『並木橋通りアオバ自転車店』全20巻・文庫全12巻
  - 単行本第2シリーズ『アオバ自転車店』全20巻+『ケイリンチャレンジ編』全1巻
  - 単行本第3シリーズ『アオバ自転車店へようこそ!』全20巻
  - 単行本第4シリーズ『アオバ自転車店といこうよ!』既刊15巻
- この地方ディスマンガがひどい！（2016年、宝島社、共著）[9]
- 二度目の人生 アニメーター（2018年 - 2022年、少年画報社、全8巻）[10]

### 画集
- 学研ムック『魔物ハンター妖子』（1993年、学研）
- 学研ムック『魔物ハンター妖子 完結編』（1994年、学研）

### 絵本
- 超特急ヒカリアン（ポプラ社）
- 世界名作アニメ絵本シリーズ
  - ヘンゼルとグレーテル
  - こびととくつや
  - にんぎょひめ

### 玩具
- 機甲虫隊ビートラス（キャラクターデザイン）
- メカニマルZOO（イマイ、キャラクターデザイン）オリジナルのプラモデル企画
- トランスフォーマー 超神マスターフォース（メカデザイン・玩具開発） ※Twitterの本人アカウントにてキングポセイドンが自身のデザインであった事を明かしている。

### ゲームソフト
- 新人類（パッケージアート）
- 亜空戦記ライジン（パッケージアート原画）[11]

### その他
- 亜空戦記ピーナッツチョコ（カバヤ食品）（パッケージアート原画）[12]